# Krytyczna szybkość uwalniania energii
Krytyczna szybkość uwalniania energii {\displaystyle G_{c}} – parametr związany z mechaniką pękania, określa wiązkość materiału; stała materiałowa charakteryzująca energię związaną z utworzeniem jednostki pola pęknięcia. Wytrzymałość próbki na pękanie oszacowuje się na podstawie szybkości uwalniania energii. Charakteryzuje opór materiału jaki stawia podczas pękania.
Badanie polega na obserwacji rozprzestrzeniającego się pęknięcia w materiale, który został poddany zewnętrznemu obciążeniu. Duża wiązkość materiału oznacza, że propagacja pęknięć w danym materiale zachodzi trudno. Parametr Gc mierzony jest w jednostkach energii na jednostkę pola, np. J/m².